# Scary Monsters (and Super Creeps)
Scary Monsters (and Super Creeps) je čtrnácté studiové album britského zpěváka Davida Bowieho. Jeho nahrávání probíhalo od února do dubna 1980 ve studiu The Power Station v New Yorku a Good Earth Studios v Londýně. Producenty byli Bowie a Tony Visconti a album vyšlo v září 1980 u vydavatelství RCA Records.

## Seznam skladeb
Autorem všech skladeb je David Bowie, pokud není uvedeno jinak.
| Pořadí | Název                             | Délka |
| ------ | --------------------------------- | ----- |
| 1.     | It's No Game (No. 1)              | 4:15  |
| 2.     | Up the Hill Backwards             | 3:13  |
| 3.     | Scary Monsters (and Super Creeps) | 5:10  |
| 4.     | Ashes to Ashes                    | 4:23  |
| 5.     | Fashion                           | 4:46  |
| 6.     | Teenage Wildlife                  | 6:51  |
| 7.     | Scream Like a Baby                | 3:35  |
| 8.     | Kingdom Come (Tom Verlaine)       | 3:42  |
| 9.     | Because You're Young              | 4:51  |
| 10.    | It's No Game (No. 2)              | 4:22  |

## Obsazení
- David Bowie – zpěv, klávesy, saxofon, doprovodné vokály
- Dennis Davis – perkuse
- George Murray – baskytara
- Carlos Alomar – kytara
- Chuck Hammer – kytarový syntezátor (ve skladbách 4 a 6)
- Robert Fripp – kytara (ve skladbách 1, 2, 3, 5, 6, 8 a 10)
- Roy Bittan – klavír (ve skladbách 2, 4 a 6)
- Andy Clark – syntezátor (ve skladbách 4, 5, 7 a 9)
- Pete Townshend – kytara (ve skladbě 9)
- Tony Visconti – kytara (ve skladbách 2 a 3), doprovodné vokály
- Lynn Maitland – doprovodné vokály
- Chris Porter – doprovodné vokály
- Michi Hirota – doprovodné vokály (ve skladbě 1)